# Мышкина, Мария Иосифовна
Мария Иосифовна Мышкина (1919—2002) — советский работник образования.

## Биография
Родилась 8 октября 1919 года в деревне Переярово, ныне Ленинградской области.
Окончила Красногвардейское педучилище им. Н.К. Крупской (1937), некоторое время училась в Шауляйском учительском институте на отделении русского языка и литературы (1952). В связи с назначением мужа — Михаила Васильевича (офицера НКВД) — в 1952 году приехала в Жигулевск Куйбышевской области, где работала инспектором спецчасти, а затем переехала в поселок Комсомольский Ставрополя-на-Волге (ныне Комсомольский район Тольятти). Здесь заочно окончила Куйбышевский педагогический институт и получила диплом с отличием.

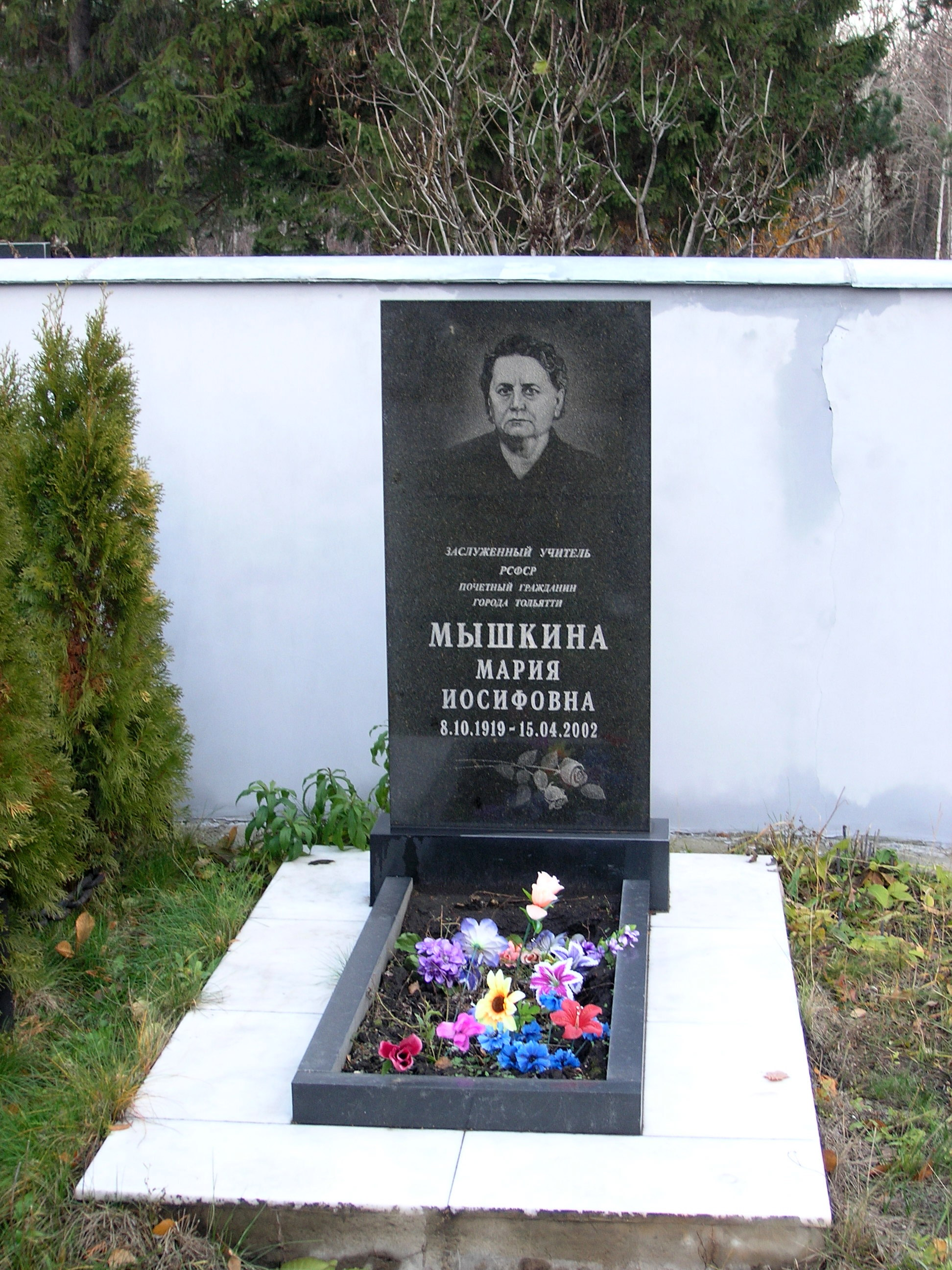
Могила Мышкиной

Более 40 лет проработала в школах Комсомольского района г. Тольятти (из них 10 лет завучем и 17 лет — директором школы). Член РК КПСС Комсомольского района, руководитель внештатного школьного отдела, председатель райкома профсоюза.
М.И. Мышкина воспитала много педагогов, которые впоследствии стали руководителями школ города, её уроки истории, русского языка и литературы — проводились на высоком уровне с использованием передовых методов обучения.
15 апреля 2002 года скончалась,  похоронена в Тольятти на Баныкинском кладбище.

## Звания и награды
- Почетный гражданин г. Тольятти (1997).
- Заслуженный учитель школы РСФСР (1970).
- Награждена медалями: «За доблестный труд» и «Ветеран труда», а также знаком «Отличник народного просвещения РСФСР».